# طراز سويسري

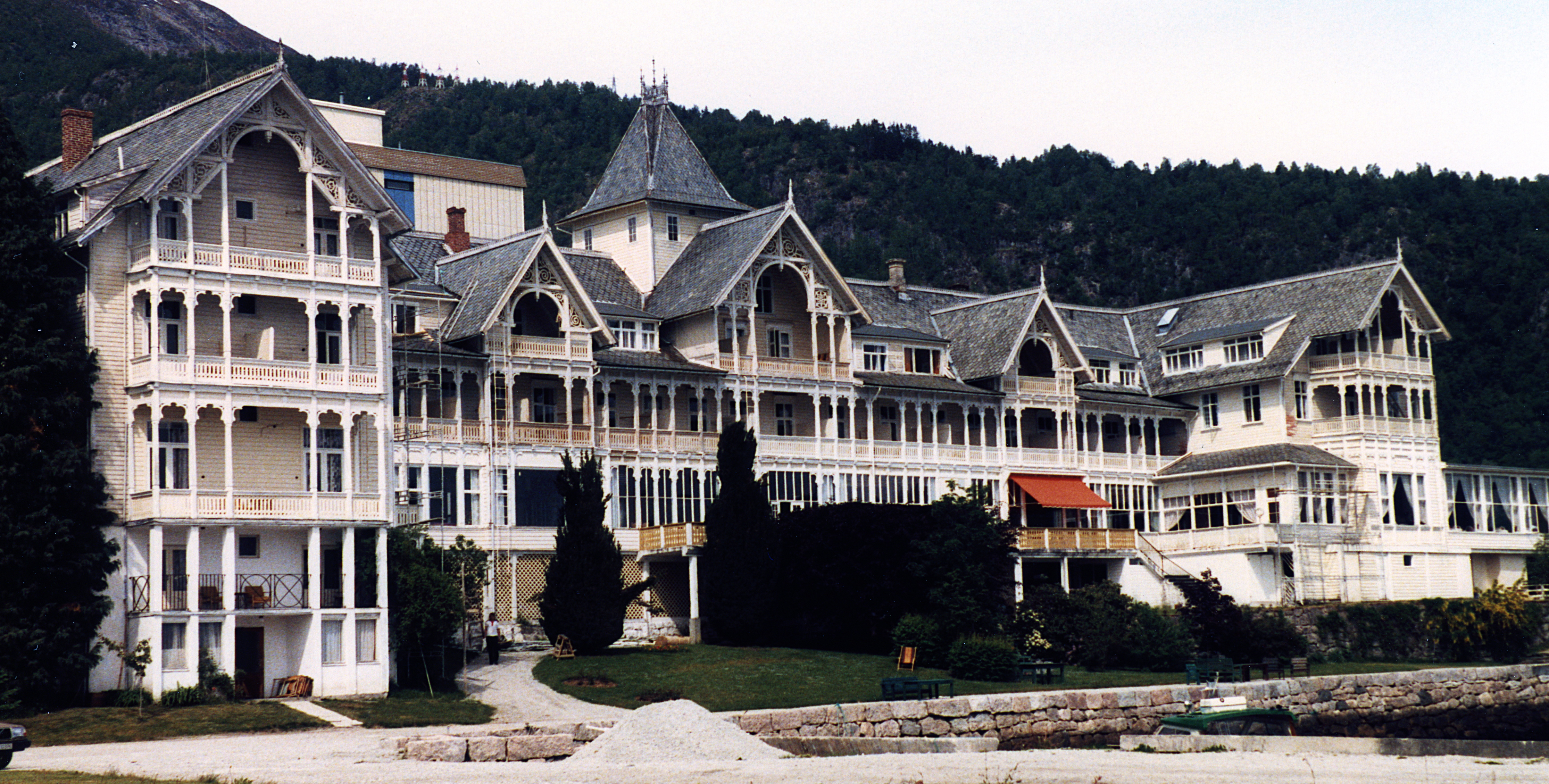
فندق في بلدية Balestrand، النرويج، تم بناؤه عام 1894.

النمط السويسري أو طراز الشاليهات السويسرية (بالألمانية: Schweizerstil ؛ بالنرويجية: Sveitserstil ؛ بالإنجليزية: Swiss chalet style) هو طراز معماري مستوحى من الشاليهات السويسرية. ظهر هذا النمط في ألمانيا في أوائل القرن التاسع عشر، وكان ذو شعبية في أجزاء من أوروبا و أمريكا الشمالية، ولا سيما في النرويج، أيسلندا، و المنازل الريفية في السويد، وبعض الولايات ألأمريكية كولاية أوهايو، و ولاية نيو جيرسي حتى أوائل القرن العشرين.

## الخصائص
يتميز هذا الطراز بعدة خصائص:
- أسقف جملونية ذات إفريز عريض

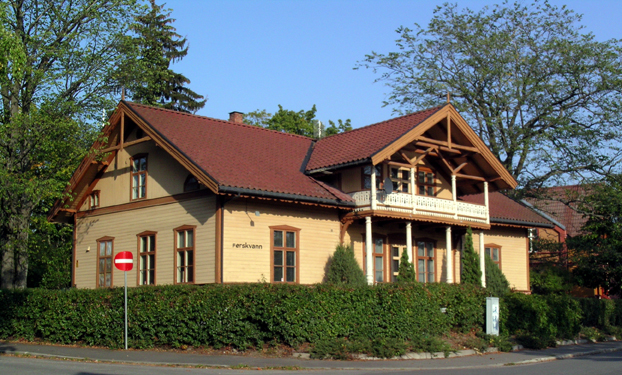
شاليه سويسري بالنرويج، 1868.

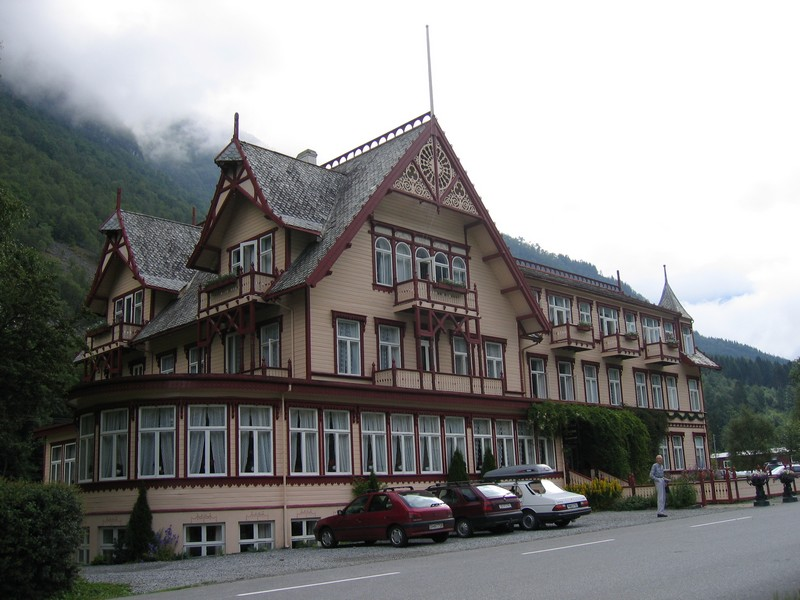
فندق في النرويج، 1891.

- كمرات البناء، بما فيها السناد القوسي الكبير (Bracket)
- القوالب الديكورية
- الشرفات
- النوافذ الكبيرة

## معرض صور

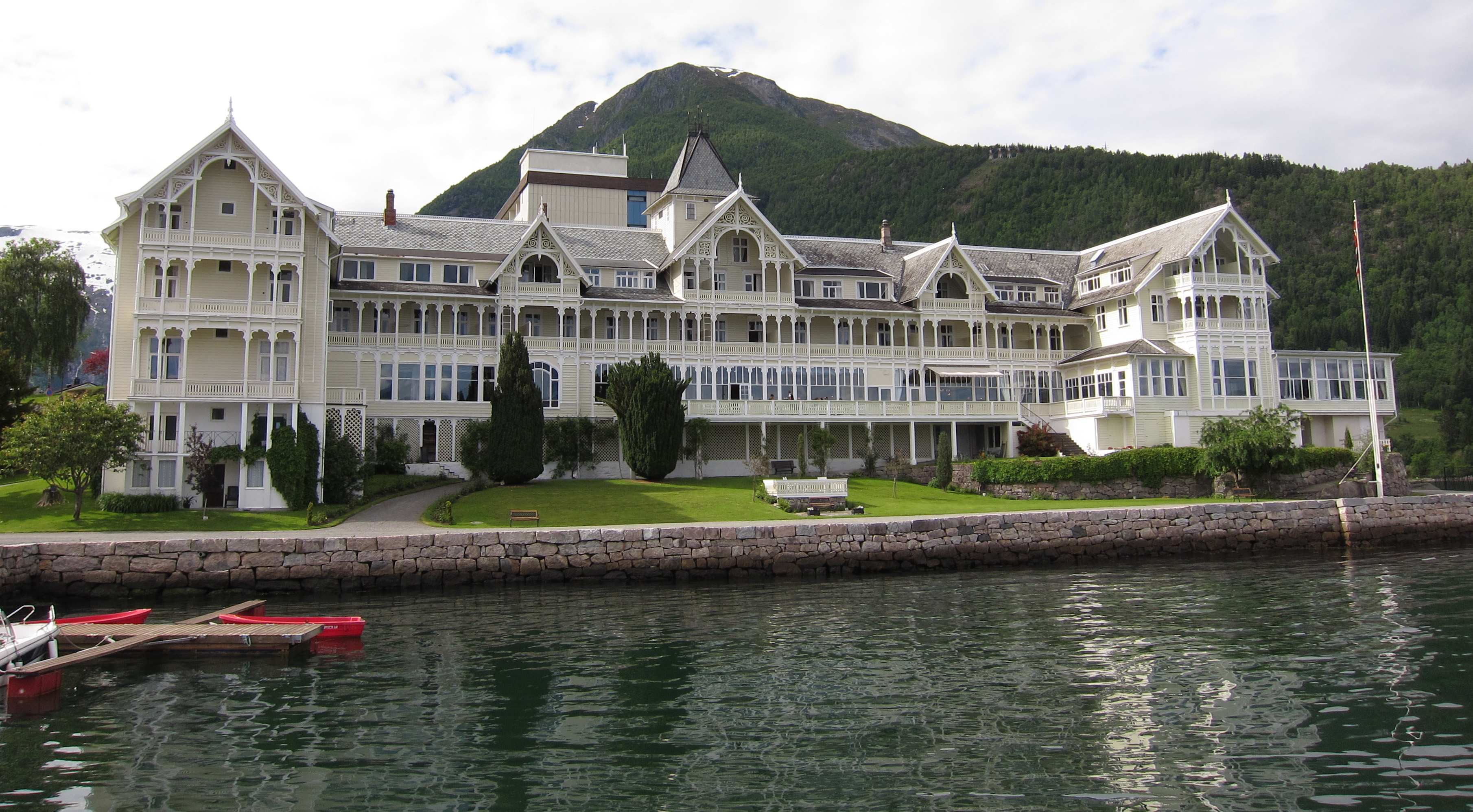
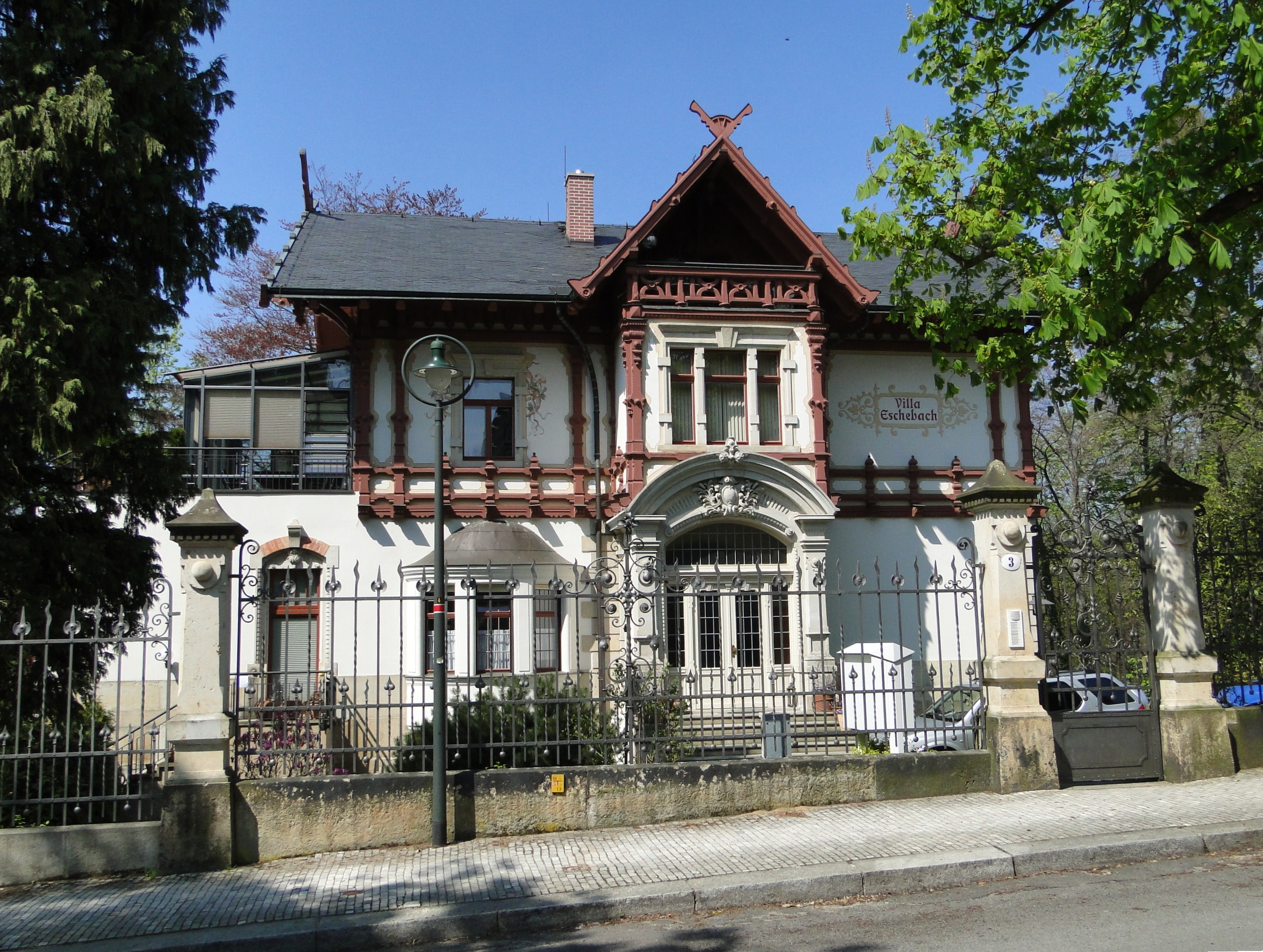
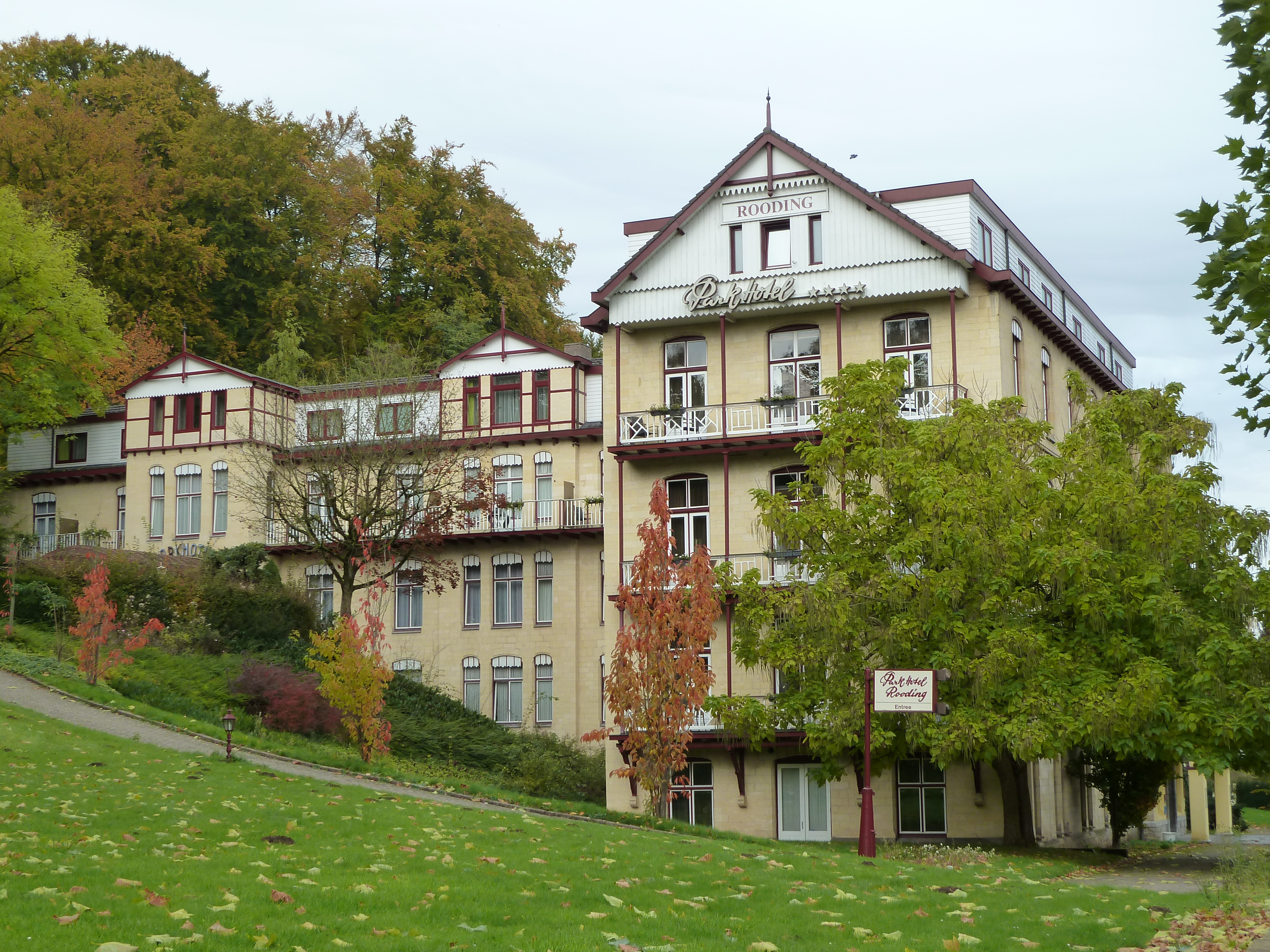
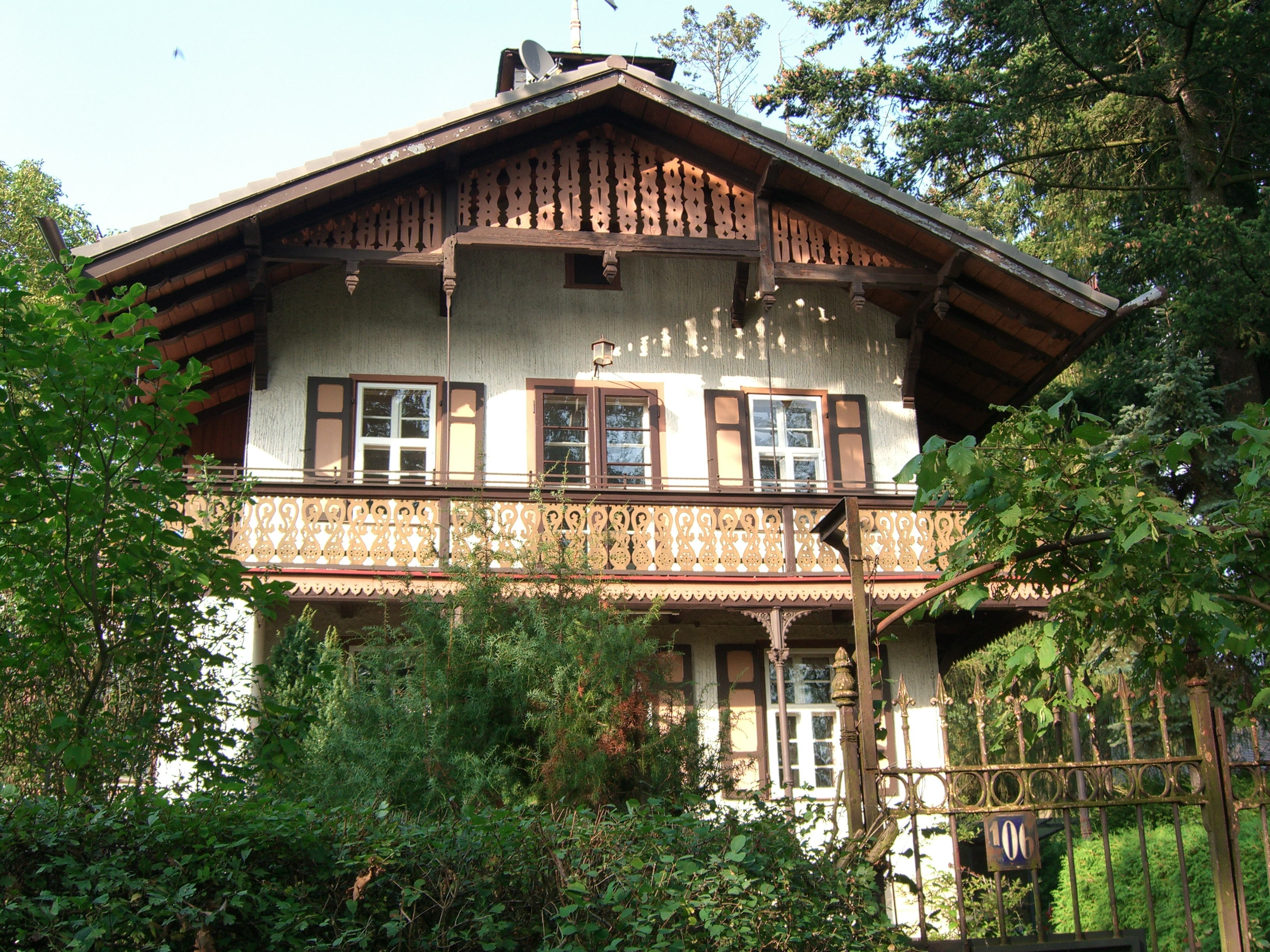

## وصلات خارجية
- منزل ذو نمط سويسري